# Фелісіті Пассон
Фелісіті Пассон (11 липня 1999) — сейшельська плавчиня.